# محوطه آستی النگ
محوطه آستی النگ مربوط به سده‌های اولیه و میانه دوران‌های تاریخی پس از اسلام است و در شهرستان اسفراین، بخش بام و صفی آباد، دهستان بام، ۵ کم شمال روستای دهنه اجاق واقع شده و این اثر در تاریخ ۲۵ آبان ۱۳۸۷ با شمارهٔ ثبت ۲۳۷۶۲ به‌عنوان یکی از آثار ملی ایران به ثبت رسیده است.